# Viktor Ponrepo
Viktor Ponrepo, właśc. Dismas Šlambor (ur. 16 czerwca 1858 w Pradze, zm. 3 grudnia 1926 tamże) – czeski złotnik, iluzjonista i reżyser, pionier kinematografii w Czechach.

## Życiorys
Urodził się na Starym Mieście, był drugim z pięciorga dzieci złotnika Jana Šlambora i Karoliny. Od najmłodszych lat interesował się sztuczkami magicznymi, którymi zabawiał znajomych. Na prośbę ojca zaczął kształcić się w złotnictwie, w latach 1878−1881 pracował w warsztacie ojca.
Po obejrzeniu występu niemieckiego magika Bruna Schenka w Karlínie postanowił zawodowo poświęcić się efektami iluzjonistycznymi. W 1881 roku, po otrzymaniu zezwolenia zaczął pracę jako iluzjonista, prowadząc występy w czeskich wsiach i miasteczkach. Zaczął wtedy używać pseudonimu Viktor Ponrepo, wywodzącego się od nazwy zamku Bon Repos we wsi Čihadla koło Benátek nad Jizerou. Wkrótce później zyskał duże uznanie na czeskiej prowincji i założył firmę „Kouzelné divadlo s původními zjevy duchů a strašidel Viktora Ponrepo, krále magie a nedostižitelného magnetiseura“. 
W związku z rozwojem czeskiej wsi w latach 90. XIX wieku jego występy przestały być tak dużą atrakcją w Czechach, przez co rozszerzył swoją działalność na Morawy, Śląsk i Galicję. Pod koniec XIX wieku zakupił w Taborze kinematograf. Po raz pierwszy zaprezentował go 30 września 1899 roku w Czeskich Budziejowicach.
W 1900 roku uzyskał licencję na organizowanie seansów kinowych w Czechach i niedługo potem przestał zajmować się iluzjami, skupiając się na filmach. W latach 1904−1907 powrócił do Pragi, gdzie organizował m.in. kina plenerowe i pokazy reklam. 15 września 1907 roku otworzył pierwsze stałe kino w Pradze. Traktował swoje kino jako „miejsce rodzinne” i znany był z tego, że osobiście witał i żegnał każdego gościa przychodzącego na seans.
W 1912 roku został członkiem założycielem Spolku českých majitelů kinematografů v království Českém. Dalszą działalność przerwał mu wybuch I wojny światowej. W 1924 roku ponownie uzyskał pozwolenie i zaczął organizować projekcje filmowe połączone z widowiskami iluzjonistycznymi.
3 grudnia 1926 roku podczas spotkania z innymi właścicielami kin w jednej z praskich kawiarni doznał udaru mózgu i zmarł tego samego dnia. Został pochowany na cmentarzu Vinohradskim.
Po jego śmierci kinem kierowała żona Karel Kolářová-Kerbel, a po jej śmierci w 1930 roku siostrzenica Marie Fišerová. Kino Ponrepa zostało zamknięte w 1950 roku.

## Upamiętnienie
Jego imieniem nazwano planetoidę (7332) Ponrepo, kino Czechosłowackiego Instytutu Filmowego i Filmoteki Narodowej oraz ulicę w Pradze. W 2008 roku Czeski Bank Narodowy wyemitował pamiątkową, srebrną monetę o nominale 200 koron z okazji 150. rocznicy jego urodzin.
Jego postać została przedstawiona w filmie Cudowni mężczyźni z korbką z 1979 roku. 

## Filmografia
- Ponrepovo kouzelnictví (1911)
- Pan Ponrepo se klaní  (1910) − film Ponrepa witającego gości w jego kinie, wyświetlany gdy on sam nie mógł tego robić[3]